# پسکوویتسه
پسکوویتسه (به لهستانی:  Pyskowice) یک منطقهٔ مسکونی در لهستان است که در شهرستان گلیویتسه واقع شده‌است. پسکوویتسه ۳۱٫۸۹ کیلومتر مربع مساحت و ۱۹٬۱۰۴ نفر جمعیت دارد.